# Astacilla gorgonophila
Astacilla gorgonophila är en kräftdjursart som beskrevs av Théodore Monod 1925. Astacilla gorgonophila ingår i släktet Astacilla och familjen Arcturidae. Inga underarter finns listade i Catalogue of Life.